# Taifa Lissabon

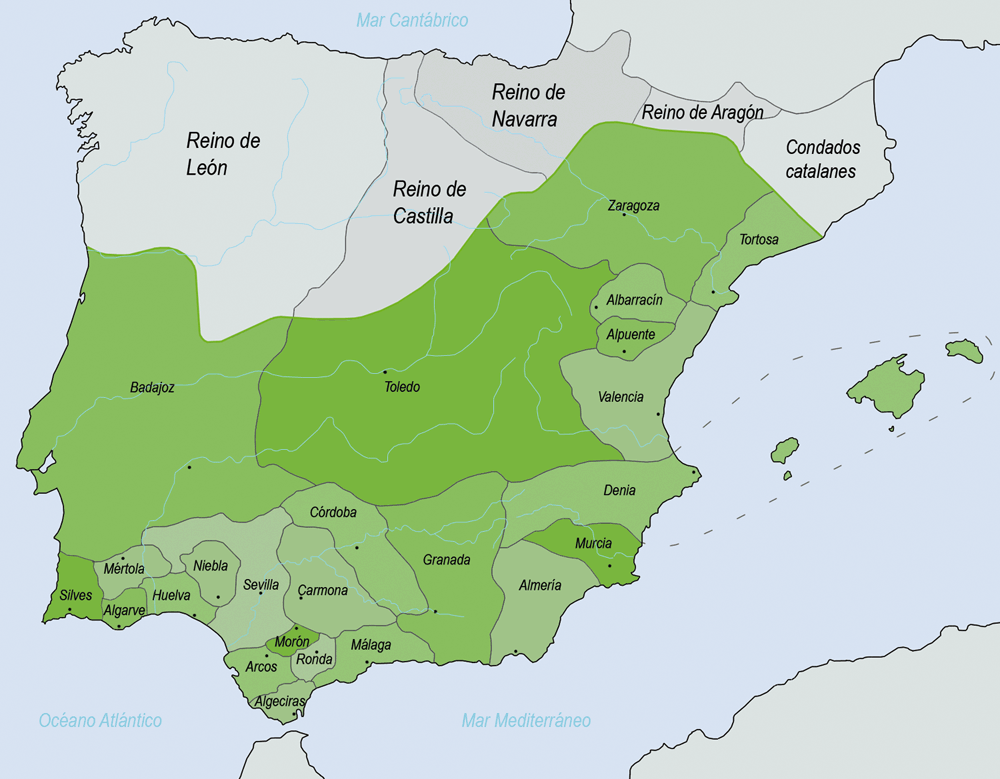
Ligging t.o.v. andere taifa's

De taifa Lissabon was een emiraat (taifa) in Portugal van ca. 1022 tot 1093. De stad Lissabon (Arabisch: Al-Ushbuna) was de hoofdstad.

## Lijst van emirs
Banu Sabur
- Abd al-Aziz ibn Sabur: 1022-?
- Abd al-Malik ibn Sabur: ?-ca. 1065 ?
- Aan koninkrijk León: 1093-1095
- Aan Almoraviden uit Marokko: ca. 1100-1145